# Être libre (album)
Pour les articles homonymes, voir Être libre.
Albums de Frédéric Lerner
On partira
(2001) Ça passe ou ça casse
(2007)
Singles
1. Il est temps
Sortie : 2003
2. Il faut se faire l'amour
Sortie : 2003

Être libre est le deuxième album de Frédéric Lerner, sorti le 10 novembre 2003 en France.
Erick Benzi, Patrick Hampartzoumian, Pierre Jaconelli et Marc Lavoine y participent.

## Liste des titres
| 1.    | Il est temps                        | Frédéric Lerner    | Frédéric Lerner        | Pierre Jaconelli                   | 4:36 |
| 2.    | Il faut se faire l'amour            | Marc Lavoine       | F. Lerner              | P. Jaconelli                       | 3:57 |
| 3.    | Gagner la course                    | F. Lerner          | F. Lerner              | P. Jaconelli                       | 4:06 |
| 4.    | Laisse-moi y croire                 | F. Lerner          | F. Lerner              | Erick Benzi                        | 4:27 |
| 5.    | Plus rien                           | F. Lerner          | F. Lerner              | E. Benzi                           | 4:14 |
| 6.    | La roue tourne                      | F. Lerner          | F. Lerner              | E. Benzi                           | 3:12 |
| 7.    | Jamais personne                     | F. Lerner          | F. Lerner              | E. Benzi                           | 3:38 |
| 8.    | J'irai au bout (Plus loin que tout) | Iren Bo, F. Lerner | Patrick Hampartzoumian | Patrick Hampartzoumian             | 4:15 |
| 9.    | Être libre                          | F. Lerner          | F. Lerner              | P. Hampartzoumian                  | 4:06 |
| 10.   | Nos larmes                          | F. Lerner          | F. Lerner              | P. Hampartzoumian, Frédéric Lerner | 4:44 |
| 41:35 |                                     |                    |                        |                                    |      |

## Crédits
| - Les Archets de Paris - cordes - Gildas Arzel - banjo et chœurs - Denis Benarrosh - percussion - Erick Benzi - chœurs et synthétiseur - Jeff Bourassin - guitare et programmation - Laurent Coppola - batterie - Sébastien Cortella - claviers et programmation - Christophe Deschamps - batterie additionnelle ("Il est temps") - Laurent Edeline - photographies verso et intérieures - Christophe Guiot - premier violon - André Hampartzoumian - guitare - Patrick Hampartzoumian - chœurs, claviers et programmation | - Jean-Marc Haroutiounian - basse - Pierre Jaconelli - guitare - Hervé Koster - batterie - Frédéric Lerner - chanteur et chœurs - Bruno Le Rouzic - cornemuse et flûte ("Laisse-moi y croire") - Pancho - programmation et synthétiseur - Marianne Rosenstiehl - photographies recto et intérieures - Pierre-Jean Scavino - piano ("Être libre") - Cyril Tarquiny - chœurs - Ian Thomas - batterie - Charly Valora - synthétiseur - Laurent Vernerey - basse |

| Il est temps, Il faut se faire l'amour et Gagner la course - Publiés par Zoé Productions - Arrangement et direction des cordes - Yvan Cassar - Enregistrés par Pete Schwier au studio "Plus XXX" (Paris) - Assistant - Mika - Cordes enregistrées par Pete Schwier au studio Davout - Assistant - Thomas - Mixés par Pete Schwier au studio Guillaume Tell, Suresnes - Assistant - Vincent Chevalot Laisse-moi y croire, Plus rien, La roue tourne et Jamais personne - Publiés par Zoé Productions - Enregistrés par Gildas Lointier au studio "Bateau-Lune" et au studio "Plus XXX" (Paris) - Arrangés et mixés par Erick Benzi avec Jeff Bourassin, Pancho et Charly Valora | J'irai au bout - Publié par EMI Music Publishing France, Musicalement Vôtre et Zoé Productions - Enregistré et mixé par Patrick Hampartzoumian à "Hauts De Gammes Studio" - Assistant - Raphaël Auclair Être libre - Publié par Zoé Productions - Arrangement des cordes - Laurent Alvarez, Frédéric Lerner et Pierre-Jean Scavino - Direction des cordes - Yvan Cassar - Enregistré et mixé par Patrick Hampartzoumian à "Hauts De Gammes Studio" - Assistant - Raphaël Auclair - Cordes enregistrées par Patrick Hampartzoumian au "studio Davout" - Assistant - Thomas Nos larmes - Publié par Zoé Productions - Enregistré et mixé par Patrick Hampartzoumian à "Hauts De Gammes Studio" |

## Classement
| Classement (en 2003) | Meilleure position |
| -------------------- | ------------------ |
| France (SNEP)        | 114e               |